# Portret van Baertje Martens
Portret van Baertje Martens is een schilderij van Rembrandt in de Hermitage in Sint-Petersburg.

## Voorstelling
Het stelt Baertje Martens voor, echtgenote van de Amsterdamse meubelmaker Herman Doomer en moeder van de schilder Lambert Doomer. Martens werd omstreeks 1596 geboren in Naarden en werd op 9 juni 1678 begraven in de Nieuwezijds Kapel in Amsterdam. Ze verhuisde op twaalfjarige leeftijd naar Amsterdam, vermoedelijk om als dienstmeisje te gaan werken in een huis aan de Herengracht. Martens trad in 1618 in Amsterdam in het huwelijk met Doomer. Het schilderij is een pendant van het portret van Herman Doomer in het Metropolitan Museum of Art in New York.

## Toeschrijving en datering
Het werk is linksonder gesigneerd ‘Rbrandt / f.’ Deze signatuur is echter later aangebracht. De pendant is 1640 gedateerd.

## Herkomst
De twee portretten werden vermoedelijk gemaakt in opdracht van Herman Doomer. Na zijn dood in 1650 liet zijn weduwe de portretten in haar testamenten van 15 juli 1654, 23 mei 1662 en 3 september 1668 na aan haar zoon, Lambert Doomer. Als voorwaarde stelde ze dat haar zoon op eigen kosten kopieën zou maken voor zijn broers en zussen. Aan deze voorwaarde schijnt hij voldaan te hebben, want in een Engelse privéverzameling bevinden zich kopieën van de portretten. Lambert Doomer liet de portretten op zijn beurt na aan zijn neef Herman Voster. In een inventaris opgesteld na de dood van Lambert staan de portretten vermeld als ‘twe contrefaictsels van des Overledens Vader en Moeder door Rembrand van Rhijn geschilderd en geprelegateerd aen Hermanus Voster’. Voster was predikant in achtereenvolgens West-Vlieland, Ammerstol en Schoonhoven en overleed in 1726. Tegen die tijd had hij de portretten waarschijnlijk verkocht, in ieder geval voor 1725. Van het portret van Herman Doomer werd in 1725 een reproductieprent gemaakt, uitgegeven in Londen, waarop staat dat het werk ‘Ex Museo An: Cousin’ kwam (uit de verzameling van Anthony Cousein). De verzameling van Cousein werd op 8 februari 1750 geveild bij veilinghuis Langford in Londen, waarbij de portretten apart werden aangeboden: het portret van Doomer onder lotnummer 53 als ‘A Man's Head, 3 qrs.’ en het portret van Martens onder lotnummer 54 als ‘A Woman's Head, its Companion’. Waarschijnlijk raakten de werken toen gescheiden. Het portret van Martens werd waarschijnlijk gekocht in Parijs door Dmitri Aleksejevitsj Golitsyn voor de verzameling van keizerin Catharina II van Rusland. Sindsdien bevindt het zich in de Hermitage.
Adriaantje Hollaer · Ahasveros en Haman aan het feestmaal van Esther · De anatomische les van Dr. Deijman · De anatomische les van Dr. Nicolaes Tulp · Andromeda aan de rots geketend · Aristoteles bij de buste van Homerus · Artemisia · Badende vrouw · Bathseba met de brief van koning David · De blindmaking van Simson · De brillenverkoper · Buitenlandse admiraal · Christus in de storm op het meer van Galilea · Christus met een staf · Danaë · David en Uria · De doop van de kamerling · Het feestmaal van Belsazar · Flora · Gelijkenis van de rijke dwaas · Historiestuk · Jacob zegent de zonen van Jozef · Jeremia treurend over de verwoesting van Jeruzalem · Het Joodse bruidje · De maaltijd in Emmaüs · Marten Soolmans en Oopjen Coppit · Mozes en de tafelen der wet · De Nachtwacht · Het offer van Abraham (1635) · Pallas Athene · Portret van een man met handschoenen in de hand · Portret van een man · Portret van Amalia van Solms · Portret van Baertje Martens · Portret van Herman Doomer · Portret van Jan Six · Portret van Johannes Wtenbogaert · Portret van Maurits Huygens · De samenzwering van de Bataven onder Claudius Civilis · De schilder in zijn atelier · De Staalmeesters · De steniging van de Heilige Stefanus · Terugkeer van de verloren zoon · Titus aan de lezenaar · Titus als monnik · De Vaandeldrager · De verloochening van Petrus · De verloren zoon in een herberg · Het vertrek van de Sunammitische vrouw · De vlucht naar Egypte · De vlucht naar Egypte · Zelfportret op jeugdige leeftijd (ca. 1628) · Zelfportret met twee cirkels · Zelfportret als de apostel Paulus